# Tipula (Lunatipula) bactridica
Tipula (Lunatipula) bactridica is een tweevleugelige uit de familie langpootmuggen (Tipulidae). De soort komt voor in het Palearctisch gebied.